# Liste der Monuments historiques in Montigny-l’Allier
Die Liste der Monuments historiques in Montigny-l’Allier führt die Monuments historiques in der französischen Gemeinde Montigny-l’Allier auf.

## Liste der Bauwerke
| Bezeichnung     | Beschreibung                  | Standort | Kennzeichnung | Schutzstatus   | Datum     | Bild           |
| --------------- | ----------------------------- | -------- | ------------- | -------------- | --------- | -------------- |
| Templerkomturei | Erbaut im 13. Jahrhundert     | (Lage)   | PA00115827    | Inscrit/Classé | 2003/2004 | weitere Bilder |
| Kirche          | Erbaut ab dem 12. Jahrhundert | (Lage)   | PA00115828    | Classé         | 1920      | weitere Bilder |

## Liste der Objekte
- Monuments historiques (Objekte) in Montigny-l’Allier in der Base Palissy des französischen Kultusministeriums